# Campeonato Paranaense de Futsal de 2022 - Segunda Divisão

O Campeonato Paranaense de Futsal - Segunda Divisão, cujo nome usual é Chave Prata, foi a 28ª edição da segunda mais importante competição da modalidade no estado, sua organização é de competência da Federação Paranaense de Futsal. Os dois melhores colocados foram promovidos a Chave Ouro de 2023. São Miguel foi o campeão e MEC Mangueirinha ficou com o vice.

## Participantes em2022
| Clube                       | Cidade               | Ginásio                                  |
| --------------------------- | -------------------- | ---------------------------------------- |
| Coronel Futsal              | Coronel Vivida       | Ginásio Polo Esportivo                   |
| São José dos Pinhais Futsal | São José dos Pinhais | Ginásio Poliesportivo Max Rosenmann      |
| APAF Futsal                 | Paranaguá            | Ginásio Albertina Salmon                 |
| MEC Mangueirinha Futsal     | Mangueirinha         | Ginásio Luiz Balbino de Moraes           |
| Guaíra Futsal               | Guaíra               | Ginásio Robinson Reis                    |
| Medianeira Futsal           | Medianeira           | Ginásio Antônio Lacerda Braga            |
| Apucarana Futsal            | Apucarana            | Ginásio 28 de Janeiro                    |
| São Miguel Futsal           | São Miguel do Iguaçu | Ginásio de Esportes Joelson Marcelino    |
| Seleto Clube                | Maringá              | Ginásio Municipal de Esportes Chico Neto |
| Cianorte Futsal             | Cianorte             | Ginásio Tancredão                        |
| Colombo Futsal              | Colombo              | Ginásio Leandro Alberti                  |
| Toledo                      | Toledo               | Ginásio Alcides Pan                      |
| Quedas Futsal               | Quedas do Iguaçu     | Ginásio de Esportes Tarumã               |

## Primeira Fase
| Pos | Times                | Pts | J  | V  | E | D  | GP  | GC | SG  | GA   | Classificação                             |
| --- | -------------------- | --- | -- | -- | - | -- | --- | -- | --- | ---- | ----------------------------------------- |
| 1   | São Miguel Futsal    | 56  | 24 | 18 | 2 | 4  | 87  | 49 | +38 | 1,78 | Zona de Classificação para a Segunda Fase |
| 2   | Coronel              | 52  | 24 | 16 | 4 | 4  | 106 | 57 | +49 | 1,86 | Zona de Classificação para a Segunda Fase |
| 3   | Apucarana            | 39  | 24 | 11 | 6 | 7  | 79  | 66 | +13 | 1,20 | Zona de Classificação para a Segunda Fase |
| 4   | MEC Futsal           | 36  | 24 | 10 | 6 | 8  | 87  | 69 | +18 | 1,26 | Zona de Classificação para a Segunda Fase |
| 5   | APAF Futsal          | 35  | 24 | 9  | 8 | 7  | 65  | 64 | +1  | 1,02 | Zona de Classificação para a Segunda Fase |
| 6   | Medianeira Futsal    | 33  | 24 | 9  | 6 | 9  | 79  | 79 | 0   | 1,00 | Zona de Classificação para a Segunda Fase |
| 7   | São José dos Pinhais | 30  | 24 | 8  | 6 | 10 | 53  | 65 | -12 | 0,82 | Zona de Classificação para a Segunda Fase |
| 8   | Guaíra Futsal        | 29  | 24 | 8  | 5 | 11 | 71  | 85 | -14 | 0,84 | Zona de Classificação para a Segunda Fase |
| 9   | Cianorte             | 27  | 24 | 8  | 3 | 13 | 60  | 85 | -25 | 0,71 | Eliminados na primeira fase               |
| 10  | Maringá Seleto       | 26  | 24 | 8  | 2 | 14 | 61  | 83 | -22 | 0,73 | Eliminados na primeira fase               |
| 11  | Quedas Futsal        | 26  | 24 | 8  | 2 | 58 | 66  | 87 | -8  | 0,88 | Eliminados na primeira fase               |
| 12  | Colombo              | 25  | 24 | 7  | 4 | 13 | 58  | 79 | -21 | 0,73 | Rebaixados                                |
| 13  | Toledo               | 24  | 24 | 8  | 2 | 14 | 69  | 86 | -17 | 0,80 | Rebaixados                                |

## Segunda Fase
Grupo A
| Pos | Equipe        | PG | J | V | E | D | GP | GS | SG  | GA   | Classificação                  |
| --- | ------------- | -- | - | - | - | - | -- | -- | --- | ---- | ------------------------------ |
| 1   | MEC Futsal    | 14 | 6 | 3 | 2 | 0 | 28 | 17 | +11 | 1,65 | Classificados para a semifinal |
| 2   | São Miguel    | 11 | 6 | 4 | 1 | 1 | 18 | 11 | +7  | 1,64 | Classificados para a semifinal |
| 3   | APAF Futsal   | 5  | 6 | 1 | 2 | 3 | 12 | 16 | -4  | 0,75 |                                |
| 4   | Guaíra Futsal | 3  | 6 | 1 | 0 | 5 | 12 | 26 | -14 | 0,46 |                                |

Grupo B
| Pos | Equipe               | PG | J | V | E | D | GP | GS | SG | GA   | Classificação                  |
| --- | -------------------- | -- | - | - | - | - | -- | -- | -- | ---- | ------------------------------ |
| 1   | Coronel              | 10 | 6 | 3 | 1 | 2 | 24 | 19 | +5 | 1,26 | Classificados para a semifinal |
| 2   | Apucarana            | 9  | 6 | 3 | 0 | 3 | 20 | 12 | +8 | 1,67 | Classificados para a semifinal |
| 3   | Medianeira Futsal    | 9  | 6 | 3 | 0 | 3 | 17 | 23 | -6 | 0,74 |                                |
| 4   | São José dos Pinhais | 7  | 6 | 2 | 1 | 3 | 13 | 20 | -7 | 0,65 |                                |

## Play-Offs
Em itálico, os times que possuem o mando de campo no primeiro jogo do confronto e em negrito os times classificados.
|  | Semifinais | Semifinais | Semifinais | Semifinais |  |  | final      | final | final | final |
|  |            |            |            |            |  |  |            |       |       |       |
|  |            |            |            |            |  |  |            |       |       |       |
|  | MEC Futsal | 1          | 3          | 2pro       |  |  |            |       |       |       |
|  | Apucarana  | 4          | 2          | 2pro       |  |  |            |       |       |       |
|  |            |            |            |            |  |  |            |       |       |       |
|  |            |            |            |            |  |  |            |       |       |       |
|  |            |            |            |            |  |  | MEC Futsal | 1     | 3     |       |
|  |            | São Miguel | 6          | 8          |  |  |            |       |       |       |
|  |            |            |            |            |  |  |            |       |       |       |
|  |            |            |            |            |  |  |            |       |       |       |
|  | Coronel    | 1          | 4          | 1pro       |  |  |            |       |       |       |
|  | São Miguel | 0          | 6          | 2pro       |  |  |            |       |       |       |

## Premiação
| Chave Prata 2022               |
| borderô                        |
| ------------------------------ |
| São Miguel Campeão (1º título) |